# Burt McKinnie
Burt Plumb McKinnie (17 de janeiro de 1878 — 22 de novembro de 1946) foi um golfista norte-americano que competiu no golfe nos Jogos Olímpicos de Verão de 1904 em St. Louis, onde foi integrante da equipe norte-americana que conquistou a medalha de prata. Ele terminou em décimo sétimo nesta competição. Na competição individual, ele terminou em décimo primeiro na classificação e ganhou a medalha de bonze após perder na semifinal.